# Poisson loup à ocelles
Anarrhichthys ocellatus
Genre
Espèce
Le Poisson loup à ocelles (Anarrhichthys ocellatus) est une espèce de poissons de la famille des Anarhichadidae du nord de l'océan Pacifique. C'est la seule espèce de son genre Anarrhichthys.
Il se nourrit de crustacés, d'oursins de mer, de moules, de palourdes et d'autres poissons. Sa puissante mâchoire, armée d'impressionnantes canines, lui permet d'écraser les carapaces des animaux dont il se nourrit (notamment des oursins). Il peut mesurer jusqu'à 203 cm et peser 18,6 kg.
On le trouve de la mer du Japon au nord de la Californie, dans les récifs rocheux en eaux peu profondes. Bien que d'apparence peu ragoûtante, le poisson loup à ocelles est timide et docile à l'encontre des êtres humains, et n'est pas dangereux.

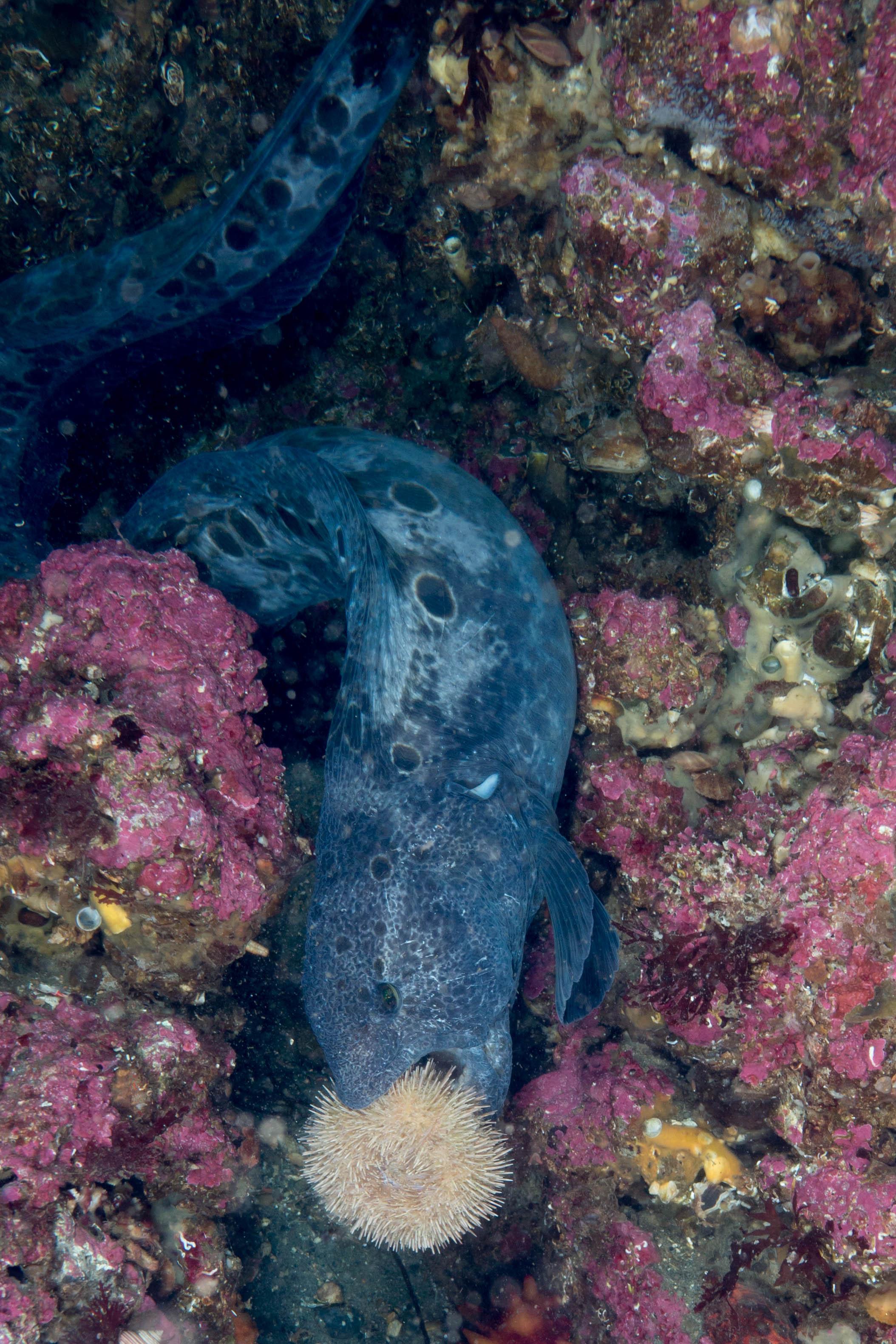
Poisson-loup consommant un oursin (un de ses mets de prédilection) au Canada.